# Pietro Rampulla
Pietro Rampulla soprannominato l'artificiere per la sua esperienza con gli esplosivi (Mistretta, 3 giugno 1952) è un mafioso italiano, capomafia della Famiglia di Mistretta, legato in particolare ai boss Nitto Santapaola e Giuseppe Farinella.
Fu militante di Ordine Nuovo assieme ad altri giovani, studenti dell'Università di Messina.

## Biografia
Ha avuto un ruolo importante nella strage di Capaci, nella quale persero la vita il giudice antimafia Giovanni Falcone, la moglie Francesca Morvillo e gli agenti di scorta: è stato infatti identificato come l'uomo che ha confezionato l'ordigno che venne poi collocato nel tunnel sotto l'autostrada.
In relazione a questa circostanza, Rampulla è stato condannato all'ergastolo nel 1997, sentenza confermata in Cassazione nel 2002. In seguito alla condanna, il ruolo di capo della famiglia di Mistretta sarebbe stato affidato al fratello Sebastiano.